# Margarita Filanovich

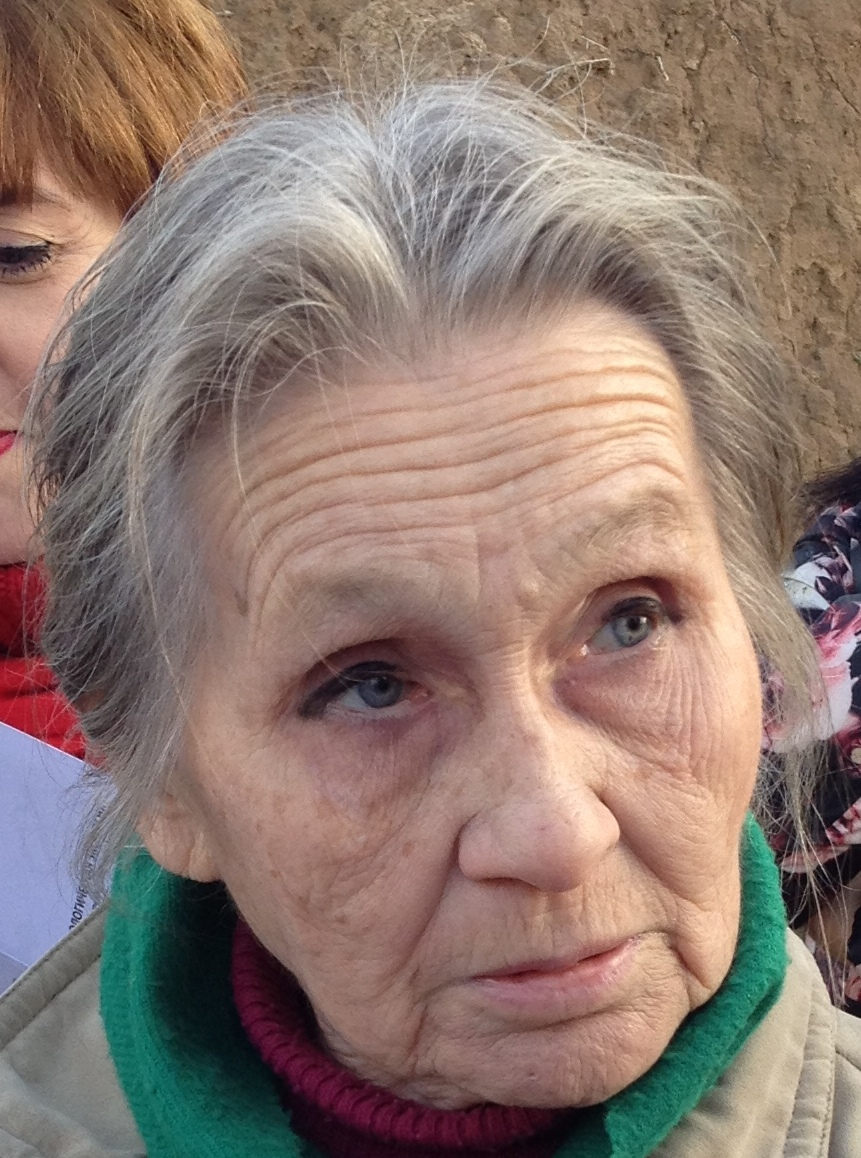
Margarita Filanovich (2015)

Margarita Ivanovna Filanovich (russisch Маргарита Ивановна Филанович Margarita Iwanowna Filanowitsch; * 16. Juni 1937 in Leningrad) ist eine sowjetisch-usbekische Architekturhistorikerin.

## Leben
Filanovichs Vater starb im Deutsch-Sowjetischen Krieg an der Front. Die Familie wurde aus dem blockierten Leningrad auf der Straße des Lebens nach Sibirien evakuiert und kam schließlich nach Taschkent.
Nach dem Mittelschulbesuch begann Filanovich das Studium an der Taschkenter Zentralasiatischen Staatlichen Universität (SAGU) in der Historischen Fakultät. Dort gab es den einzigen Lehrstuhl für Archäologie in Zentralasien, den Michail Masson leitete und an dem Filanovich das Studium 1959 mit Auszeichnung abschloss.
Seit 1958 arbeitete Filanovich im Taschkenter Institut für Geschichte und Archäologie. Auf Empfehlung Massons erforschte sie die Zitadelle Gjaurkala im Ruinenkomplex Merw.
Nach dem starken Erdbeben von Taschkent 1966 wurde im Hinblick auf den Wiederaufbau eine Archäologie-Gruppe unter der Leitung Wera Bulatowas zur archäologischen Überwachung der Neubaumaßnahmen in Taschkent gebildet, zu der auch Filanovich gehörte.
1970 wechselte Filanovich in das neue Institut für Archäologie in Samarkand, in dem sie 1973 wissenschaftliche Sekretärin wurde. Nach der bei Masson absolvierten Aspirantur verteidigte sie 1974 ihre Dissertation über das alte Merw anhand der Stratigraphie der Zitadelle Gjaurkala mit Erfolg für die Promotion zur Kandidatin der historischen Wissenschaften.
Als 1975 Wera Bulatowa in den Ruhestand ging, wurde Filanovich Leiterin der Taschkenter Archäologie-Gruppe, die nun für den Schutz aller archäologischen Denkmalstätten zuständig war. 1979 wurde die Gruppe die ständige Taschkenter Archäologie-Expedition. Ihre Forschungsschwerpunkte waren nun die Zitadellen Kanka am Angren nahe der Mündung in den Syrdarja und Afrasiab.
Filanovich ist leitende wissenschaftliche Mitarbeiterin des Instituts für Archäologie der Akademie der Wissenschaften der Republik Usbekistan und wissenschaftliche Senior-Mitarbeiterin der Nationalen Universität Usbekistan.

## Ehrungen, Preise
- al-Bīrūnī-Staatspreis im Bereich Wissenschaft und Technik der Usbekischen Sozialistischen Sowjetrepublik (1985)[2]
- Doʻstlik-Orden (usbekischer Freundschaftsorden)[2]
- Shuhrat-Medaille[2]
- Ordre des Palmes Académiques[2]